# El Diario Montañés
El Diario Montañés (abreviado como El Diario o DM) es un periódico español generalista, con sede en Santander, redactado íntegramente en castellano y de pago. Actualmente se imprime en Zamudio, Vizcaya. Según el EGM de 2018 tiene unos 149.000 lectores  diarios. Su principal zona de venta es Cantabria, además de algunas zonas del norte de las provincias de Palencia (como Aguilar de Campoo o Cervera de Pisuerga) y Burgos, así como zonas limítrofes de Cantabria con Asturias y con la provincia vasca de Vizcaya. También se puede encontrar en puntos de venta de las principales capitales de España. A pesar de ser poco leído a nivel nacional se mantiene desde hace años como el periódico hegemónico de esta comunidad autónoma, siendo el periódico más leído en la capital cántabra, Santander. El Diario Montañés acapara más del 60% del mercado autonómico, cifras solo superadas en España por Diario de Navarra.

## Historia
A principios del siglo XX los principales periódicos de Santander eran La Atalaya, El Cantábrico y El Boletín de Comercio. El origen de El Diario Montañés está vinculado a "La Propaganda Católica, S. A." creada a finales del siglo XIX. El portavoz de los ideales de la entidad era el periódico La Atalaya, pero cuando terminó el contrato en el año 1902 se decidió crear un nuevo periódico.
De esta forma, el 1 de agosto del año 1902, salió a la venta el primer ejemplar de El Diario Montañés. Por aquel entonces, fue nombrado director Ángel Quintana Lafita, aragonés, que trabajaba en Madrid, y los primeros redactores fueron: Enrique Menéndez Pelayo, José María Quintanilla, Alfonso Ortiz de la Torre, Ramón Solano, Evaristo Rodríguez de Bedia y Justo Eguía, procedentes todos ellos del periódico La Atalaya.
El Diario Montañés nacía como un periódico de carácter conservador y católico. El entonces director Ángel Quintana Lafita dijo "La doctrina y la forma de proceder de este periódico deberían ser esencialmente católicas, y la misión que le cumplía, por tanto, a El Diario Montañés era luchar sin tregua contra los enemigos de la religión y de España".
Durante la Primera Guerra Mundial el diario mantuvo una línea editorial germanófila.
A lo largo del siglo XX el periódico tuvo algunos problemas destacados: fue cerrado en el año 1932, incautado en 1936 y destruido por el incendio de Santander en 1941, puesto que la sede del periódico fue uno de los edificios afectados.
En 1942, la sede se instala en la calle Moctezuma, que hasta julio de 1990 sería su sede principal. Desde entonces el emplazamiento actual del periódico se encuentra en La Albericia (Santander).
El diario sufre muchos cambios en la década de los 60 y 70, pero sobre todo en esta última, cuando la mala situación económica casi provoca la desaparición del periódico. De 1975 a 1979 el periódico pasa por una época de crisis, de la que solo consiguió salir, cuando en 1980 el periódico es adquirido por un grupo de empresarios que salvó la mala situación económica que arrastraba el diario desde hace años. En 1984 el periódico pasa a manos del bilbaíno El Correo Español-El Pueblo Vasco.
Si bien el periódico ha sido identificado dentro de una corriente conservadora y vinculado al catolicismo a lo largo de su historia, como el resto de la prensa española, tras la transición a la democracia, el periódico se transformó paralelo a los cambios en la sociedad, adaptando y moderando su mensaje hacia el centro político. Esa adaptación, unida a su inclusión en el grupo Vocento, explicaría el éxito y la consolidación del periódico a partir de la década de los 80 y 90, convirtiéndose en el diario de mayor difusión dentro de Cantabria.
Desde 1999, las noticias del periódico se pueden seguir a través de Internet, desde su página web (renovada por completo en 2007 y en 2014). Ya en el año 2003, El Diario Montañés entró en el mercado televisivo local con Canal 8 DM, que cerró en 2010 con el apagón analógico y en 2007 en la radio a través de Punto Radio DM que se disolvió en Cantabria en 2011. En la actualidad el periódico ya no se imprime en Cantabria, sino en Vizcaya.
El 1 de febrero de 2017 El Diario Montañés se convierte en el tercer diario regional del grupo Vocento en contar con un muro de pago para acceder a sus contenidos web. El grupo Vocento pretende extender este modelo para rentabilizar el contenido digital únicamente entre sus cabeceras de ámbito de local y de proximidad, donde posee unos altos índices de audiencia y donde existen escasos competidores.
Entre sus articulistas, figura el escritor católico Enrique Álvarez

## Suplementos
- Los viernes: Pantalla Semanal.
- Los sábados: Panorama y la revista Mujer de hoy.
- Los domingos: Domingo, Infoempleo, Inmobiliarias y la revista XL Semanal.

## Secciones
- Cantabria:
  - Santander.
  - Torrelavega.
  - Región.
- Opinión (Editorial, cartas y apuntes).
- Nacional.
- Necrológicas.
- Internacional.
- Economía.
- Deportes.
- Vida y ocio.
- Cultura.
- Agenda.
- Televisión.